# Las espadrillas
Las Espadrillas («Лас Еспадрі́льяс») — торгова марка взуття, одягу та аксесуарів, заснована 2011 року та зареєстрована 2013 року підприємцем Ігорем Климчуком.

## Взуття
Першою успішною моделлю під назвою Las Espadrillas  стали еспадрільї, від чого і пішла назва торгової марки.
Еспадрільї — це літнє взуття на мотузковій підошві із полотняним верхом. Даний вид взуття виготовлений із натуральних матеріалів та носиться на босу ногу.
Пізніше асортимент взуття, виготовленого під торговою маркою Las Espadrillas, значно розширився. Деякі моделі виготовлені вручну. 
У наш час під торговою маркою Las Espadrillas виготовляється чоловіче, жіноче та дитяче взуття, такt як: кеди, еспадрільї, сліпони, сандалі, мокасини, босоніжки, кросівки, пляжне та інше взуття.
Взуття Las Espadrillas виготовляється на заводах України, Іспанії, Італії, Польщі, а також Туреччини. Усе взуття виготовляється згідно європейським вимогам та стандартам.